# Kids & Docs
Kids & Docs was een documentaireproject van de NPS in samenwerking met Cinekid, IDFA en het Mediafonds. Kids & Docs is speciaal voor kinderen in de leeftijd van 8 tot 14 jaar. Ideeën van kinderen zelf zijn het uitgangspunt voor de serie van ongeveer 15 minuten.
De eerste aflevering was te zien op 22 november 2007 op Z@PP. 